# Villars-le-Pautel
Villars-le-Pautel är en kommun i departementet Haute-Saône i regionen Bourgogne-Franche-Comté i östra Frankrike. Kommunen ligger i kantonen Jussey som tillhör arrondissementet Vesoul. År 2022 hade Villars-le-Pautel 180 invånare.

## Befolkningsutveckling
Antalet invånare i kommunen Villars-le-Pautel
| Referens: INSEE |